# 2369 Chekhov
2369 Chekhov este un asteroid din centura principală, descoperit pe 4 aprilie 1976 de Nikolai Cernîh.